# 星降る夜に (テレビドラマ)
『星降る夜に』（ほしふるよるに）は、2023年1月17日から3月14日まで、テレビ朝日系「火曜9時枠の連続ドラマ」枠にて放送されたテレビドラマ。主演は吉高由里子。大石静の脚本によるオリジナル作品。

## あらすじ
のどかな海街に佇む「マロニエ産婦人科医院」に勤める雪宮鈴はある日、息抜きで訪れたキャンプ場で聴覚障害者で遺品整理士として働いている柊一星と運命的な出会いを果たす。
障害を抱えながらも人生を謳歌している一星に対し、誰にも弱音を言えず、孤独な生活を送っていた鈴の心は、彼との出会いを通してどんどん明るくなっていった。

## キャスト

### 主要人物
雪宮鈴（ゆきみや すず）〈35〉
演 - 吉高由里子（幼少期：磯村アメリ）
主人公。「マロニエ産婦人科医院」で働く産婦人科医。かつて緊急要請で対応した妊婦が子宮破裂と出血性ショックで亡くなり、新生児は助かったものの、訴えられた過去を持つ。
柊一星（ひいらぎ いっせい）〈25〉
演 - 北村匠海
「遺品整理のポラリス」の遺品整理士。聴覚障害者であり、生まれつき耳が聴こえない。
健聴者とスマホやタブレットの音声入力やチャットでの筆談でコミュニケーションを取る。
高校生のころ両親を事故で亡くし、遺品整理を担当してもらったポラリスで遺品整理士になることを志願する。
佐々木深夜（ささき しんや）〈45〉
演 - ディーン・フジオカ
「マロニエ産婦人科医院」の新米産婦人科医師。元都庁職員で45歳で医師になった。
10年前、妻・彩子と胎児を分娩中の産科出血で共に失っており、その際、新人だった鈴が妻や胎児の死に涙を流す姿をみて、彼女のような医師になりたいと産婦人科医を志しており、その時から鈴のことを知っていた。伴宗一郎には妻子の復讐のために産婦人科医になったと告げる。
10年間そのままにしていた妻の遺品整理をポラリスに依頼し、彩子が結婚記念日に向け密かに準備していた家族3人分のスニーカーを一星から引き渡されるもケジメをつけ、1年後、一人前の産婦人科医となるために東北の産婦人科医院に移籍し、独り立ちする。

### マロニエ産婦人科医院
鈴が勤務する産婦人科医院。
麻呂川三平（まろかわ さんぺい）〈63〉
演 - 光石研
院長。5年前に鈴が妊婦死亡の医療過誤の疑いで提訴されたと承知の上で、彼女を雇用している。釣りが趣味。
「マロニエ産婦人科医院」が人生に疲弊したスタッフたちの心の拠り所になってくれればと考えている。
犬山鶴子（いぬやま つるこ）〈50〉
演 - 猫背椿
看護師長。レディース「ピンクエンペラー」の元総長。
蜂須賀志信（はちすか しのぶ）〈30〉
演 - 長井短
低いテンションでシニカルな毒を放つ看護師。ミュージカル俳優・綺羅星スグルが推しのドルオタ。
伊達麻里奈（だて まりな）〈25〉
演 - 中村里帆
真面目で正義感あふれる優秀な看護師。交際中の彼がラノベ執筆に没頭中で、当初、妊娠を告げられないでいた。

### 遺品整理のポラリス
一星が勤務する遺品整理業者。
佐藤春（さとう はる）〈30〉
演 - 千葉雄大
遺品整理士。一星の親友。手話が堪能で毒舌。
元食品会社のサラリーマンでストレスと過労から出社できなくなり、一時期家に引きこもっていた。
隣家の住人の遺品整理に現れた一星と出会い、彼から手話を学び、ポラリスで働くようになる。
北斗千明（ほくと ちあき）〈45〉
演 - 水野美紀
社長。深夜とは高校時代の同級生で顔なじみ。
北斗桜（ほくと さくら）〈17〉
演 - 吉柳咲良（小学生時代：阿部久令亜）
千明の娘。一星に好意を抱く。千明の元を去った旦那の連れ子で、千明とは血縁関係がない。
鈴と仲を深めていく一星に焦りからキスするもフラれ、チャーリーを真似て髪の毛をピンク色に染める。
最終話でチャーリーと交際を始めたことを明かす。
桃野拓郎（ももの たくろう）〈22〉
演 - 若林拓也
リーゼントを愛する新入社員。
服部洋美（はっとり ひろみ）〈45〉
演 - 宮澤美保
定時で帰る鑑定士。
岩田源吾（いわた げんご）〈50〉
演 - ドロンズ石本
ベテラン遺品整理士。
1年後、新たに開業したポラリスの支店長に就任する。

### その他
犬山正憲（いぬやま まさのり）〈23〉
演 - 駒木根葵汰
鶴子の息子。ピンク髪。添い寝店「スリーププリンス」で指名No.1の「添い寝士」。
別名「チャーリー」。「イェイイェイウォウウォウ」が口癖。
1年後、黒髪に戻し、噺家「家々亭チャーリー」に転身し、桜と交際を始める。
柊カネ（ひいらぎ カネ）〈70〉
演 - 五十嵐由美子
一星の祖母。一星の両親が事故死して以降、彼を引き取り生活を共にしている。一星と同じく聴覚障害者。
スーパーで買い物中に急性心筋梗塞で倒れるが、偶然居合わせた深夜にAEDで処置を受け、大事に至らずに済む。
橋本英雄（はしもと ひでお）〈33〉
演 - 寺澤英弥
手話教室の講師。
佐々木彩子（ささき あやこ）〈享年35〉
演 - 安達祐実（第3話 - ）
深夜の亡妻。10年前、常位胎盤早期剥離による産科出血で「一星」と名付けていた胎児と共に息を引き取る。
伴宗一郎（はん そういちろう）
演 - ムロツヨシ（第4話・第6話 - 最終話）
七海の夫。5年前、新生児である女児は無事であったが、妻の死が医療過誤であったと大学病院にカルテ開示請求を訴えるも敗訴する。
SNSで鈴を「人殺し」と誹謗中傷し、彼女の自宅マンションに「人殺し」と書かれた大量のビラを貼り投石騒動を起こし、遂に「マロニエ産婦人科医院」で鈴の目の前に現れる。
鈴にストーカーの様にまとわりつくが、深夜から妻子を失った復讐のために産婦人科医になったと明かされたのを契機に、鈴に復讐と称し嫌がらせをしても自分の心は救われないと気付き、鈴に謝罪し、娘の静空を残し海に身を投げようとするが泣き崩れてしまい、一星に抱擁される。
1年後、鈴たちが住む町のスーパーの店員として働き出す。

### ゲスト

#### 第1話
雪宮愛子（ゆきみや あいこ）
演 - 岸本加世子
鈴の母。ポラリスに生前整理を依頼した一週間後、入院先の都中央病院で心不全で息を引き取る。
芝里子
演 - 近藤春菜（ハリセンボン）
出産を控える妊婦。出産時、3年前に亡くなった母親に助けを求める声をあげる。
芝正一
演 - 市原洋
里子の夫。
キッチンカーの店主
演 - 神戸浩（第2話・第5話・第6話）
いわしサンドを注文した一星に服部へのプレゼントのコーヒーを渡す。
雪宮愛子の葬儀の参列者
演 - 本間剛、山下裕子

男性
演 - 永野宗典
ポラリスに父の遺品整理を依頼した建築士。父の遺品の中から、自分が設計した建築物をまとめた手書きのノートを一星に渡される。
荒井
演 - 秋宮はるか
鈴が帝王切開手術を行った妊婦。
妊婦
演 - 金子きょんちぃ、鈴木アメリ
「マロニエ産婦人科医院」に入院している妊婦。

#### 第2話
匿名妊婦
演 - 清水くるみ
臨月を迎え、母子手帳なしで突然「マロニエ産婦人科医院」に現れた妊婦。
男児を出産するが、「子供なんていらない」と新生児を置き去りにして姿を消す。
堀
演 - 内浦純一（第3話・第8話・最終話）
深夜の妻・彩子の出産に対応した産婦人科医。力及ばず、母子ともに分娩中の産科出血で息を引き取ったことを深夜に謝罪する。

#### 第3話
石田南
演 - 川津明日香
一星が遺品整理を担当した遠藤一哉が生前、指輪を渡そうとしていた女性。
行方を探し当てた一星から故人が愛していると綴っていた手紙と指輪を渡されるが、既婚者で「不倫相手の遺品を引き取れるわけがない」と受け取りを拒む。
石田南の夫
演 - 見津賢
南と一星が会っている最中、店の外で赤ん坊をあやしていた。

店員
演 - 花純あやの
一星が南を捜索中に昼食をとった飲食店の店員。南の友人であった。
金山
演 - 松原正隆（第5話）
5年前、鈴が勤務していた大学病院の上司。緊急要請で受け入れた妊婦が亡くなり、大学病院の印象を悪くしたのは鈴の判断ミスであると彼女を責め立てる。
看護師
演 - 金子雅（第8話・最終話）
彩子の担当看護師。
手術助手
演 - 田村智浩（第8話・最終話）
彩子の手術の助手。
一星の関係者
演 - 岡崎宏、川島美衣
ポラリスによる事故死した両親の遺品整理を阻止しようとする一星を制止する。

#### 第4話
佐藤うた（さとう うた）
演 - 若月佑美（第5話・第7話・最終話）
春の妻。食品会社に勤めるキャリアウーマン。深夜から妊娠6週目と告げられるが、喜ぶ様子を見せず気まずい顔をする。
ひきこもりからまだ立ち直り切れていない春が、子どもを授かることに消極的と考えていた。
腹痛を訴え「マロニエ産婦人科医院」に現れ、切迫流産かと思われたが、急性虫垂炎と判明し、入院する。
将来、年老いた春と昼から熱燗を飲み、その家に息子夫婦がいる家庭を作りたいと夢を語り、子供を産みたいと春に尋ね、一緒に親になろうと快諾される。
蕎麦屋の客
演 - 藏内秀樹
蕎麦屋の前でメニューに迷っていた高齢男性。一星にお勧めメニューを教えてもらう。
ギリシャ料理店の店主
演 - maurisio
一星がバックパッカーの旅をしていた時に知り合ったギリシャ人。鈴とのデートで彼が経営するギリシャ料理店を訪れる。

#### 第5話
伴七海（はん ななみ）
演 - 大場美奈（第7話・第8話）
出血が多いため、鈴の勤務する大学病院に緊急要請で搬送されてきた妊婦。止血手術が行われるも、出血性ショックで亡くなる。
下田
演 - 大村わたる（第7話）
鈴と同期の産婦人科医。5年前、七海の搬送先が見つからず、大学病院で受け入れて欲しいと鈴に緊急要請してくる。
医師
演 - 江藤萌生（第7話）
七海の救急搬送に同行した医師。CTG（胎児心拍陣痛図）の所見では遅発一過性徐脈や遷延性徐脈が見られると鈴に告げる。
麻酔科医
演 - 飛田一樹
5年前、七海の搬送を受け入れた大学病院の麻酔科医。
伴静空（はん しずく）
演 - 戸簾愛（第7話 - 最終話）
宗一郎の娘（七海の遺児）。鈴の自宅マンションに投石騒ぎが起こった際にできた人だかりの中にいた女児。
「マロニエ産婦人科医院」で妊婦たちに鈴のことを人殺しと言い回り、制止しようとする看護師や深夜たちに暴力をふるう父に帰ろうと訴える。
父から何度も捨てられては迎えに来られるという生活を送っており、「星」という手話を教えてくれた一星に懐き、宗一郎が絶望から自死を決意した際はそのことを察し、一星に助けを求めた。
1年後、小学生になり、父親の職場であるスーパーで一星らと再会した。

#### 第6話
原田すみれ
演 - 吉井怜
桜の実母。アフリカに完全移住するので、最後に一目、桜に会いたいと手紙を送る。
不動産会社のスタッフ
演 - 磯村勇斗
「ヒトデ不動産」のスタッフ。鈴と一星を夫婦と思い、投石騒ぎで引越しを決めた鈴の入居物件を案内する。
ピンクエンペラーの後輩
演 - 吉沢梨絵（第8話・最終話）、平島茜（第8話・最終話）、前野恵（第8話・最終話）、黑岩桜（第7話・第8話）
鶴子のピンクエンペラー時代の後輩。投石騒ぎで物騒なため、鈴を警護し、伴宗一郎が「マロニエ産婦人科医院」に現れると、次は産婦人科医院を警護する。
伴宗一郎が自分の行いを悔い改め、鈴の警護の必要がなくなるとケジメとして鶴子から解散を言い渡され、解散する。

#### 第7話
さゆり
演- 相馬有紀実
「マロニエ産婦人科医院」に診察に訪れた妊婦。
さゆりの義母
演- 兎本有紀
無痛分娩に嫌悪感を抱き、息子の嫁・さゆりに自然分娩で出産するように強要するが、鈴にたしなめられる。
さゆりの夫
演 - 逸見廣大
「マロニエ産婦人科医院」で妻の診察に同伴する。
原心介（はら しんすけ）
演 - きづき
麻里奈の彼（ヒモ）。東京学院大学の法学部卒だが司法試験は受けず、夢を追いかけラノベ執筆に没頭中。
働いて麻里奈を養う気持ちはあるのか麻呂川たちが確認に行くが、麻里奈が妊娠したと知ると、彼女に結婚しようと告げる。
1年後、添い寝士が転生するラノベがテレビドラマ化されるほどヒットする。
裁判官
演 - 山本直輝
伴宗一郎が大学病院を訴えた裁判で判決を読み上げる裁判官。
オペレーター
演 - 田邊姫佳
一星が利用する手話対応の電話リレーサービスのオペレーター。

#### 第8話
今村
声 - 野島健児
伴宗一郎が大学病院を訴えるのに雇った弁護士。裁判所から控訴取り下げを勧める連絡が来て、裁判に勝ち目がないと伴に電話で伝える。
多田木乃香
演 - 野口真緒
カネが救急搬送された「海平南病院」の受付。駆けつけてきた一星に手話ができないので筆談を求める。

#### 最終話
師長
演 - 高谷智子
深夜の新しい勤務先である青森の病院「TSUGARU SHIOGI CLINIC」の師長。
女性
演 - 西村季里子
「TSUGARU SHIOGI CLINIC」で子どもを出産した女性。
カネの友達
演 - 木村八重子、仲野元子
釣り帰りの麻呂川をナンパする。
闇原こころ（やみはら こころ）
演 - 高畑充希（友情出演）
週刊誌の記者。吸血鬼。鈴と一星と映画館で同席する。

## スタッフ
- 脚本 - 大石静
- 音楽 - 得田真裕[49]
- 主題歌 - 由薫「星月夜」（ユニバーサル ミュージック）[50]
- 挿入歌 - NCT ドヨン「Cry」（avex trax）[51]
- 手話翻訳指導 - 塚越貴仁[52]
- 手話指導 - 近藤辰哉[52]
- ろう考証 - 善岡修[52]
- 手話コーディネート - 南瑠霞[52]
- 手話通訳 - 永井珠央[52]
- 産婦人科監修 - 曾澤芳樹
- 医療監修 - 上村徳郎[53]、関根和彦、堀エリカ
- 看護指導 - 宮崎涼子
- 遺品整理士監修 - 本田啓夫
- 法律監修 - 五十嵐優貴（ベリーベスト法律事務所）
- 太極拳指導 - 日本柔拳連盟
- 監督 - 深川栄洋、山本大輔[49]
- ゼネラルプロデューサー - 服部宣之（テレビ朝日）[49]
- プロデューサー - 貴島彩理（テレビ朝日）、本郷達也（MMJ）[49]
- 制作 - テレビ朝日、MMJ[49]

## 放送日程
| 各話                                                                        | 放送日  | サブタイトル                                                  | 監督     | 視聴率 |
| --------------------------------------------------------------------------- | ------- | ------------------------------------------------------------- | -------- | ------ |
| 第1話                                                                       | 1月17日 | 人は恋で生まれ変わる-- 教えてくれたのは10歳下のあなたでした。 | 深川栄洋 | 7.7%   |
| 第2話                                                                       | 1月24日 | 恋は出会いから、加速へー 10歳差ピュアラブ、本格始動。         | 深川栄洋 | 7.9%   |
| 第3話                                                                       | 1月31日 | 明かされる10年前の秘密ー 君の涙が教えてくれたこと             | 山本大輔 | 7.1%   |
| 第4話                                                                       | 2月07日 | 2度目のキスー ー君が大好きだと伝えたい。                      | 山本大輔 | 6.1%   |
| 第5話                                                                       | 2月14日 | 俺じゃお前を守れない…? 明かされる5年前の殺人                  | 深川栄洋 | 6.8%   |
| 第6話                                                                       | 2月21日 | 一緒に暮らそう― “星空の誓い”と、現れた“あの男”                | 深川栄洋 | 6.5%   |
| 第7話                                                                       | 2月28日 | 花火の中の涙ー 掴んだ手はもう離さない                         | 山本大輔 | 7.0%   |
| 第8話                                                                       | 3月07日 | 僕のそばには君がいて、君のそばには誰かいますかー？            | 山本大輔 | 6.7%   |
| 最終話                                                                      | 3月14日 | 雪宮鈴、愛しているー 10歳差ピュアラブ、ついに完結             | 深川栄洋 | 7.6%   |
| 平均視聴率 7.0%（視聴率はビデオリサーチ調べ、関東地区・世帯・リアルタイム） |         |                                                               |          |        |

- 初回・最終話は21時 - 22時の6分拡大放送[56][57]。

## 受賞
- 東京ドラマアウォード2023 連続ドラマ部門 優秀賞[58]